# Šimun Filipović
Šimun Filipović (Seona, 30. rujna 1732. – Ripatransone, 9. svibnja 1802.) bio je hrvatski katolički svećenik iz reda franjevaca. U Katoličkoj Crkvi se štuje kao sluga Božji.

## Životopis
Rodio se 30. rujna 1732. u Seoni kod Srebrenika. Roditelji su mu bili Lovro i Petra rođ. Babaić, a kršten je imenom Filip.
Dana 24. ožujka 1752. u Kraljevoj Sutjesci oblači u franjevački habit te uzima uzeo redovničko ime Šimun. Godinu kušnje završio je u Kreševu. Filozofsko-teološki studij završio je u prekosavlju te u Atriju u Italiji. Za svećenika je zaređen 22. listopada 1758. u crkvi svetog Križa u Osijeku.
Službovao je kao kapelan i župnik u Bijeloj (Dubrave), Tuzli, Velikoj (Plehan), Podvučjaku, Kraljevoj Sutjesci, Varešu i Roškom Polju kraj Tomislavgrada. Zatim je dejlovao kao samostanski vikar u Sutjesci, blagdanski propovjednik te izvanredni misionar za područje sutješkog samostana.
Zatim se povukao u samostan strogoga života u Ripatransoneu u Italiji. Tamo je službovao kao odgajatelj novaka. Umro je 9. svibnja 1802. godine.

## Štovanje
Nakon smrti raširo se glas o njegovoj svetosti te je njegov grob postao mjesto hodočašća. Prvotno je sahranjen u samostanskoj crkvi, a zatim su njegove relikvije prenesene u grob katedrale u Ripatransoneu. Ripanski biskup Fedele Bufarini pokrenuo je 1866. godine postupak za njegovo proglašenje blaženim.
Prvi fra Šimunov životopis napisao je 1870. godine Romualdo Veccia pod naslovom „Bilješke o životu Sluge Božjega oca Šimuna Filipovića”. Njegovi portreti nalaze se na zidnim slikama u crkvama u Busovači i Tolisi.
U Dubravama se na drugu subotu u svibnju obilježava Šimunovo.

## Počasti
- Galerija „Šimun” u samostanu sv. Ante u Dubravama kod Brčkog (2001.)[1]
- Znanstveni skup Sluga Božiji fra Šimun Filipović (Dubrave, 23. studenog 2002.)[1]
- Petar Grgec – „Božji bjegunac” (1939.)[1]
- Stjepan Pavić – „Sluga Božji fra Šimun Filipović: život pozoran na vječnost” (2004.) [1]

### Mrežna sjedišta
- Pavić, Stjepan. 2005. Fra Šimun Filipović: Probuđeno zanimanje. Svjetlo riječi. Sarajevo.  journal zahtijeva |journal= (pomoć)
- Josić, Niko. 2024. Dubrave i fra Šimun Filipović. Svjetlo riječi. Sarajevo.  journal zahtijeva |journal= (pomoć)